# Cryptopimpla buccinata
Cryptopimpla buccinata är en stekelart som beskrevs av Dali Chandra och Gupta 1977. Cryptopimpla buccinata ingår i släktet Cryptopimpla och familjen brokparasitsteklar. Inga underarter finns listade i Catalogue of Life.